# Salebriaria annulosella
Salebriaria annulosella är en fjärilsart som beskrevs av Émile Louis Ragonot 1887. Salebriaria annulosella ingår i släktet Salebriaria och familjen mott. Inga underarter finns listade i Catalogue of Life.